# Yukari Fresh
Yukari Fresh (egentligen Yukari Takasaki (高崎ゆかり, Takasaki Yukari), är en japansk artist i genren Shibuya-kei(en). Genren blev populär på 1990-talet som en uppfriskande blandning av ett antal genrer som jazz, fransk 60-talspop och dansmusik. Yukari debuterade 1997 med Yukari's Perfect på bolaget Escalator Records, och visade 2008 med sin skiva Grrrl, Summer Cape Kid, etc att genren inte var död, med en blandning av 1960-talsrytmer och moderna elektroniska ljudbilder.
År 2004 lät Yukari meddela, alltjämt med sin "gulliga" framtoning, att hon bytt namn till "Yukari Rotten", och att hennes genre framgent skulle vara punkig elektropop. Not Dead blev debutalbumet under namnet "Rotten", och hade mera punkig och konfrontatorisk estetik än något av hennes tidigare album, och innehöll låten  "C.L.I.J.S.T.E.R.S.", som anspelade på den belgiska fotbollsspelaren Leo Clijsters(en).
Ytterligare några av Yukaris låtar är namngivna efter sportpersonligheter, till exempel så är albumet "Erik" namngett efter cyklisten Erik Zabel, och andra låtar är namngivna efter fotbollsspelarna Michael Owen och Paul Scholes.
Redan 2005 återgick dock Yukari till namnet "Fresh" och släppte albumet "Me" som var en remix av tidigare låtar med medverkan av ett stort antal internationella artister, bland annat tyska Chicks On Speed och norska Datarock.
Yukari har även drivit en radiokanal "Radio Active Man".

## Diskografi
Album
- 1997 – Yukari's Perfect!
- 1999 – New Year's Fresh
- 2000 – Cityrama
- 2001 – Erik
- 2003 – Trefoils Hat
- 2005 – Me
- 2008 – Grrrl, Summer Cape Kid, etc.[1]

Samlingsalbum
- 2004 – We are Escalator Records
- 2004 – Twelve plus twelve
- 2008 – Flammable tapes
- 2008 – Instrumentally flammable

Som Yukari Rotten
- 2004 – Not Dead (Album)
- 2004 – C.L.I.J.S.T.E.R.S (Single)